# Котрелёв, Алексей Николаевич
Алексей Николаевич Котрелёв (27 марта 1912—2005) — советский и российский актёр театра и кино.

## Биография
Алексей Котрелёв в 1939 году (или в 1938 г.) окончил Театральное училище им. Б. В. Щукина, педагог — А. Д. Козловский. Был принят в театр Вахтангова, где проработал всю жизнь.
Во время войны работал во фронтовой труппе театра.
В 92 года он успел рассказать о своем детстве в интервью журналу «Нескучный сад»:
— В жизни моей было много ярких впечатлений, но одно событие моего детства сейчас приходит на память все чаще. Было это в восемнадцатом году, когда только советская власть пришла.
Я был шестилетним мальчишкой, и жили мы на Зубовской площади, а на службы ходили в Знаменскую церковь, которую вскоре сломали. Как-то вечером приходит отец и говорит, что на патриарха Тихона налет какой-то был и теперь его будут охранять. Понятно, что настоящей охраны взять неоткуда, и поэтому решено было, что из каждой московской церкви по очереди два-три человека будут ночевать у него на подворье.
Спустя некоторое время после этого разговора подошло время отца дежурить. Собираясь, он велел и мне одеваться. Я отлично помню, как мы шли до Трубной площади, как вошли на Троицкое подворье, что возле Сухаревой башни, как к нам вышел келейник патриарха и проводил в комнату, соседнюю с его кельей. Патриарха ещё не было, он где-то служил и приехал поздно. Увидев меня, он удивился, тепло улыбнулся, пошутил. Ему так приятно и радостно было, что его охраняю я, шестилетний… Лег я на диване, но спал чутко: я же был на посту. Но все прошло тихо.
Я потом второй раз ходил его охранять. И в этот раз, уходя утром на службу, патриарх Тихон вынес мне икону преподобного Сергия. Это было 25 июля восемнадцатого года. Я храню эту икону до сих пор и молюсь перед ней. Мне она особенно дорога.
У А. Н. Котрелева детей не было. Племянник — литератор Николай Котрелёв. Внучатый племянник — актёр Тихон Котрелёв.
Похоронен на Ваганьковском кладбище.

## Из ролей в театре
- «Аристократы» Погодина, режиссёр: Борис Захава  — Стрелок (спектакль 1935 года, ввод)
- «Человек с ружьём» Н. Погодина. Режиссёр: Р. Н. Симонов — 2-й рабочий (ввод, спектакль 1937 года)
- «Шляпа» — Рабочий
- 1939 — «Ревизор» Н. В. Гоголя. Режиссёр: Борис Захава — Купец
- 1941 — «Перед заходом солнца» Г. Гауптмана. Режиссёр: Александра Ремизова — Эбиш
- 1942 — «Олеко Дундич» М. Каца и Ржешевского (в эвакуации в Омске). Режиссёр: Алексей Дикий — Священник
- 1944 — «Не в свои сани не садись» А.Островского. Режиссёр: Мансурова — Маломальский (фронтовая бригада)
- 1945 — «Великий государь» В. А. Соловьева. Режиссёр: Борис Захава — Боярин
- 1946 — «Кому подчиняется время» братьев Тур и Л. Шейнина) — Вилли.
- 1950 — «Первые радости» по Константину Федину. Режиссёр: Борис Захава — Рабочий
- 1950 — «Отверженные» по роману В. Гюго, автор инсценировки — С. Радзинский. Режиссёр: Александра Ремизова — Фонелеван
- 1951 — «Егор Булычов и другие» Максима Горького. Режиссёр: Борис Захава — Трубач Гаврила
- 1952 — «В наши дни» А. Софронова. Режиссёры А. И. Ремизова и Р. Симонов — Вася
- 1952 — «Седая девушка» Хе-Цзин-Чжо Дин-Ли, режиссёр Сергей Герасимов — Гао
- 1952 — «Два веронца» Шекспира. Режиссёр: Евгений Симонов — Старейший
- 1952 — «Сирано де Бержерак» Э. Ростана. Режиссёр: Н. П. Охлопков — Лакей
- 1954 — «Горя бояться — счастья не видать» С. Маршака. Режиссёр: Евгений Симонов — Охотник
- 1956 — «Ромео и Джульетта». Режиссёр: Иосиф Рапопорт — Грегорио
- 1957 — «Город на заре» Арбузова. Режиссёр: Евгений Симонов — участник хора
- 1958 — «Идиот» по одноимённому роману Ф. Достоевского, автор инсценировки Ю. Олеша. Режиссёр: А. И. Ремизова — Старичок
- 1959 — «Стряпуха» А. Софронова
- 1965 — «Западня» Э. Золя, Гастино О. Режиссёры: Евгений Симонов и В. Г. Шлезингер — Дядюшка Брю
- 1965 — «Дион» Леонида Зорина. Режиссёр: Рубен Симонов — Римлянин
- 1966 — «Конармия» — по рассказам И. Бабеля. Режиссёр: Рубен Симонов — Человек в бабьей кофте
- 1967 — «Виринея» Л. Н. Сейфуллиной и В. П. Правдухина. Режиссёр: Р. Н. Симонов — Мужик
- 1968 — «На всякого мудреца довольно простоты» А. Н. Островского. Режиссёр: Александра Ремизова— Лакей у Турусиной
- 1971 — «Антоний и Клеопатра» Шекспира, перевод Б. Пастернака. Режиссёр Евгений Симонов — Второй служитель
- 1975 — «Фронт» А. Корнейчука. Режиссёр восстановления Е. Р. Симонов (постановка Р. Н. Симонова в 1942 г.) — Тихий
- 1977 — «Мещанин во дворянстве» Ж. Б. Мольера, режиссёр Владимир Шлезингер  — Лакей
- «Женщина за зелёной дверью» Р. Ибрагимбекова. Режиссёр: Евг. Симонов — Гость
- «Из жизни деловой женщины» А. Гребнева — 2-й мастер
- 1977 — «Гибель эскадры» А. Е. Корнейчука. Режиссёр: Е. Симонов — Первый матрос
- 1979 — «Великая магия» Эдуардо де Филиппо. Режиссёр: Мирослав Белович  — Директор отеля
- 1983 — «Анна Каренина» Л. Н. Толстого. Режиссёр: Роман Виктюк — Швейцар Капитоныч
- 1984 — «И дольше века длится день» по роману Ч. Айтматова — Старик
- 1993 — «Без вины виноватые» А. Н. Островского. Режиссёр: Пётр Фоменко — Чиновник—гость

## Фильмография
фильмы:
- 1965 — Альпийская баллада — сумасшедший немец
- 2003 — Белое золото

телеспектакли:
- 1960 — Сердца должны гореть — сторож
- 1971 — На всякого мудреца довольно простоты — человек Турусиной
- 1971 — Тысяча душ
- 1975 — Конармия
- 1976 — Доктор философии — Сима
- 1979 — Кот в сапогах — крестьянин
- 1980 — Антоний и Клеопатра — второй служитель
- 1980 — Великая магия